# Türk Hava Yolları Spor Kulübü (voleibol feminino)
O Türk Hava Yolları Spor Kulübü , é um clube polidesportivo turco  da cidade de Istambul com destaque de voleibol.

## Histórico
A Türk Hava Yolları Spor Kulübü foi fundada em 1979, e a promoção à primeira divisão do campeonato turco ocorreu em 1985, permanecendo por seis temporadas, e ocorreu o rebaixamento em 1991, competindo por uma jornada na divisão inferior, retornando  a segunda divisão em 1994 e partir deste ano encerrou as atividades.
Em 2016 ocorre a refundação do departamento feminino de voleibol, disputando a terceira divisão e sendo promovida consecutivamente  a elite nacional  no período de 2018-19, conquistou dois títulos da Copa da Associação de Voleibol dos Bálcãs (BVA Cup) de 2019 e de 2020, alcançando as semifinais da Challenge Cup 2019-2020 (interrompida) e o terceiro lugar na Liga A Turca 2020-21.

### Títulos conquistados
Liga dos Campeões
 Taça CEV
 Challenge Cup
- Semifinalista:2019-20

 Balkan Volleyball Association Cup (BVA Cup)
- Campeão: 2019 e 2020

 Campeonato Turco
- Terceiro posto:2020-21

 Copa da Turquia
 Supercopa Turca